# Hidenori Matsubara
Hidenori Matsubara (松原秀典?, Matsubara Hidenori; Takaoka, 15 novembre 1965) è un character designer e animatore giapponese. Ha lavorato in molti celebri anime come Oh, mia dea!, Bubblegum Crisis Tokyo 2040, Sakura Wars, Appleseed, Nadia - Il mistero della pietra azzurra, Neon Genesis Evangelion, Serial experiments lain, Il conte di Montecristo ed altri.